# Théodore Baron d'Hénouville
Théodore Baron d'Hénouville, est un médecin français, membre de l'Académie royale des sciences, né à Paris le 17 juin 1715, mort dans la même ville le 10 mars 1768 .

## Biographie
Théodore Baron d'Hénouville est le fils de Hyacinthe-Théodore Baron (1686–1758), docteur en médecine de la Faculté de médecine de Paris, et de Marie Pellemoine. Il est le frère de Hyacinthe-Théodore Baron (1707-1787), docteur en médecine.
Il a fait ses études au collège de Beauvais et y a suivi les cours de philosophie de Louis Benet, professeur de philosophie au College de Beauvais, qui a été remplacé après sa mort par Dominique-François Rivard (1697-1778).
Il est nommé adjoint chimiste à l'Académie royale des sciences le 25 août 1752.